# Philippe IV (Vélasquez, Sarasota)
Pour les articles homonymes, voir Philippe IV.
Le Portrait de Philippe IV (Philippe IV en pourpoint jaune)
est une huile sur toile attribuée à Diego Vélasquez qui l'aurait peinte entre 1627 et 1628, après sa rencontre avec Rubens et avant son premier voyage en Italie. La toile est conservée au musée Ringling à Sarasota (États-Unis) depuis 1936 . Il n'existe pas d'information antérieure à sa présence en 1833 à Bruxelles dans la collection du prince d'Orange.

## Description
Pour de nombreuses critiques, la toile est une adaptation du portrait de Philippe IV en armure, mais dont les vêtements sont substantiellement modifiés, avec une couleur ambre et une luminosité qui firent dire à Carl Justi qu'il s'agit d'une des meilleures toiles du maître, notant l'influence de Rubens. La radiographie montre un portrait sous-jacent du roi en armure.
Le roi pose debout avec un pourpoint jaune d'où dépassent les manches de soie et une grande culotte bouffante. La poitrine est coupée par un grand foulard cramoisie qui tombe sur l'épaule, ornées de riches bordures d'or. Les mains sont gantées de daim, la main droite porte un bâton tandis que la main gauche repose sur le pommeau de l'épée.
Derrière le personnage, on distingue à gauche un pilier ; la zone droite est occupée par une table couverte d'une nappe sur laquelle repose un chapeau de feutre cerclé d'une couronne basse aux bords larges.

## Paternité
L’œuvre est admise comme étant de la main de Vélasquez par Carl Justi, mais cette paternité fut remise en cause en 1925 par Juan Allende-Salazar qui fut le premier à affirmer que c'était une variation autour du portrait de Philippe IV debout du musée du Prado ; affirmation qui fut suivie par la majorité de la critique qui trouvait que la luminosité le rapprochait plus de Rubens et était incompatible avec Vélasquez.
Ni José López-Rey, ni Miguel Morán et Isabel Sánchez. Frente, ni Jonathan Brown ne l'incluent dans leurs catalogues d’œuvres autographes. À l'opposé d'une grande partie de la critique, Matías Díaz Padrón défendit la paternité de Vélasquez sur l’œuvre qui fut exposée lors de l'exposition anthologique du musée du Prado de 1990 durant laquelle Julián Gállego et s Fernando Marías  soutinrent également la paternité  Vélasquez